# Кадило
Кади́ло (ивр. מַחְתָּה, מִקְטֶרֶת‎; др.-греч. πυρεῖον, θυμιατήριον, λιβανωτὸν), или кади́льница — изначально в иудаизме, а затем в православном и католическом христианстве, сосуд для каждения — сжигания фимиама (ладана) во время определённых видов богослужений в храме или церкви.

## История
Сожжение жертв пред Богом появилось на Земле в древнейшие времена, — жертва праведного Авеля. Сам Господь Сущий в Танахе / Ветхом Завете повелел Моисею сделать в скинии особый жертвенник для священного курения ароматических веществ (Исх. 30:1—9). Этим занимались коэны (священники).
Евангелист Иоанн Богослов описал в Откровении бывшее ему видение в Небесном храме Ангела, приемлющего золотую кадильницу (Откр. 8:3). Каждение означает силу, отгоняющую злых духов (Тов. 8:2, 3), славу Божию (2Пар. 5:14), а идущий вверх дым от кадильницы, — вознесение молитв к Богу (Пс. 140:2).

## В христианстве
В христианстве кадило вошло в число церковной утвари и используется в большинстве богослужебных обрядов в католической, православной, коптской, эфиопской и др. церквях. У протестантов как правило не используется. Каждение совершается во время молитвы с апостольских времён. О кадиле упоминает Евагрий Понтийский. Кадило хранится и готовится к употреблению в кадильной нише, где в него влагается горящий уголь, на который кладётся ладан — душистая смола ближневосточных деревьев. При нагревании и сгорании он испускает благовонный дым — фимиам. Существует церковное кадило с цепочками, которыми присоединяется к ручке, и келейное (домашнее), с жёстко закреплённой ручкой на боку (кацея).
Старейший образчик кадила на цепочках датируется 1405 годом. С XV века кадило приобретает формы храма и интерпретируется как прообраз небесного Иерусалима.
В иконографии кадило является атрибутом святых диаконов Лаврентия и Стефана. С кадилом изображался и первый библейский первосвященник Аарон. В светской семиотике кадило выступает аллегорией Азии.
В соответствии с православной традицией, с кадилом в руках погребают скончавшегося диакона.

#### Каждение
Перед началом каждения священник произносит молитву:
Кадило Тебе приносим, Христе Боже наш, в воню́ благоуха́ния духо́вного, е́же прие́мь в пренебе́сный мысленный Твой жертвенник, возниспосли́ нам благодать Пресвятаго Твоего Духа.
Богослужебное каждение бывает полным, когда диакон, пресвитер или епископ с кадилом обходит весь храм, и малым, когда кадят алтарь, иконостас и предстоящим людям с амвона. Когда каждение совершается перед священными предметами — иконами, храмом, оно относится к Богу, воздавая Ему подобающие честь и хвалу. Когда же каждение обращено к людям, этим свидетельствуется, что Дух Святой нисходит на всех верных, как носящих в себе образ Божий. По православной традиции в ответ на каждение принято поклониться. Горящие кадила торжественно предносятся диаконами во время малого и великого богослужебных входов, а также используются на облачении архиерея и при совершении многих чинопоследований.

## Кацея

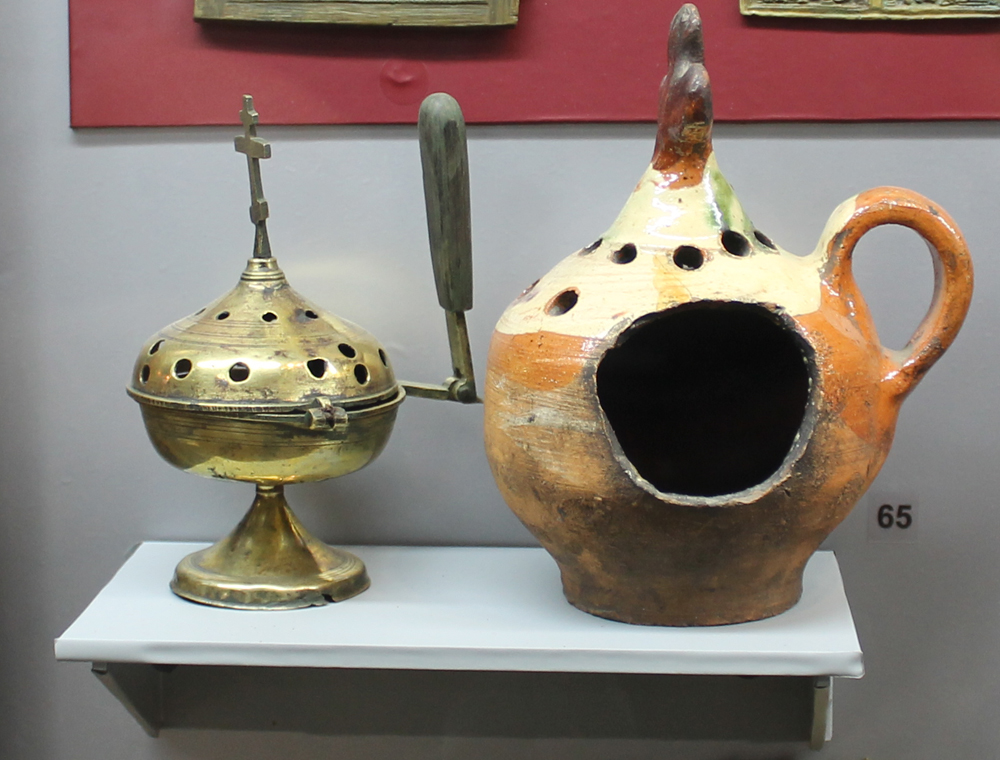
Старообрядческие кацеи

Кацея́, кадильница — разновидность кадила, напоминающая ковшик или чашу с рукоятью.
В настоящее время кацея используется в греческих церквях и старообрядцами-беспоповцами. В России некоторыми православными христианами возрождается обычай воскуривать ладан в своих домах при помощи кадильницы (кацеи). Раньше такие ладанные курильницы в виде медного шара и крестом наверху ставили перед иконами.

## Дополнительная информация
Самое большое в мире кадило «Ботафумейро» крепится канатами к потолку Компостельского собора в Галисии (автономной области Испании). Оно весит 80 кг и приводится в действие путём раскачки восемью служителями (исп. tiraboleiros) в багрянице. Для наполнения этого кадила, при движении развивающего скорость 60 км в час, требуется 400 кг угля и ладана.
В повести И. С. Тургенева "Степной король Лир" писатель ошибочно назвал кадило светильником паникадилом:
«Еле живой дьячок вышел из кухни, с трудом раздувая ладан в старом медном паникадиле». На эту ошибку в 1870 году указывал А. А. Фет в своём письме другу И. П. Борисову.
Словосочетание "Раздуть кадило" (производное от "раздуть дело") в переносном смысле означает "широко развернуть какую-либо деятельность", а также: "поднимать шум, излишне эмоционально выражать своё негодование по какому-либо поводу".